# Henry FitzRoy, 12. Duke of Grafton

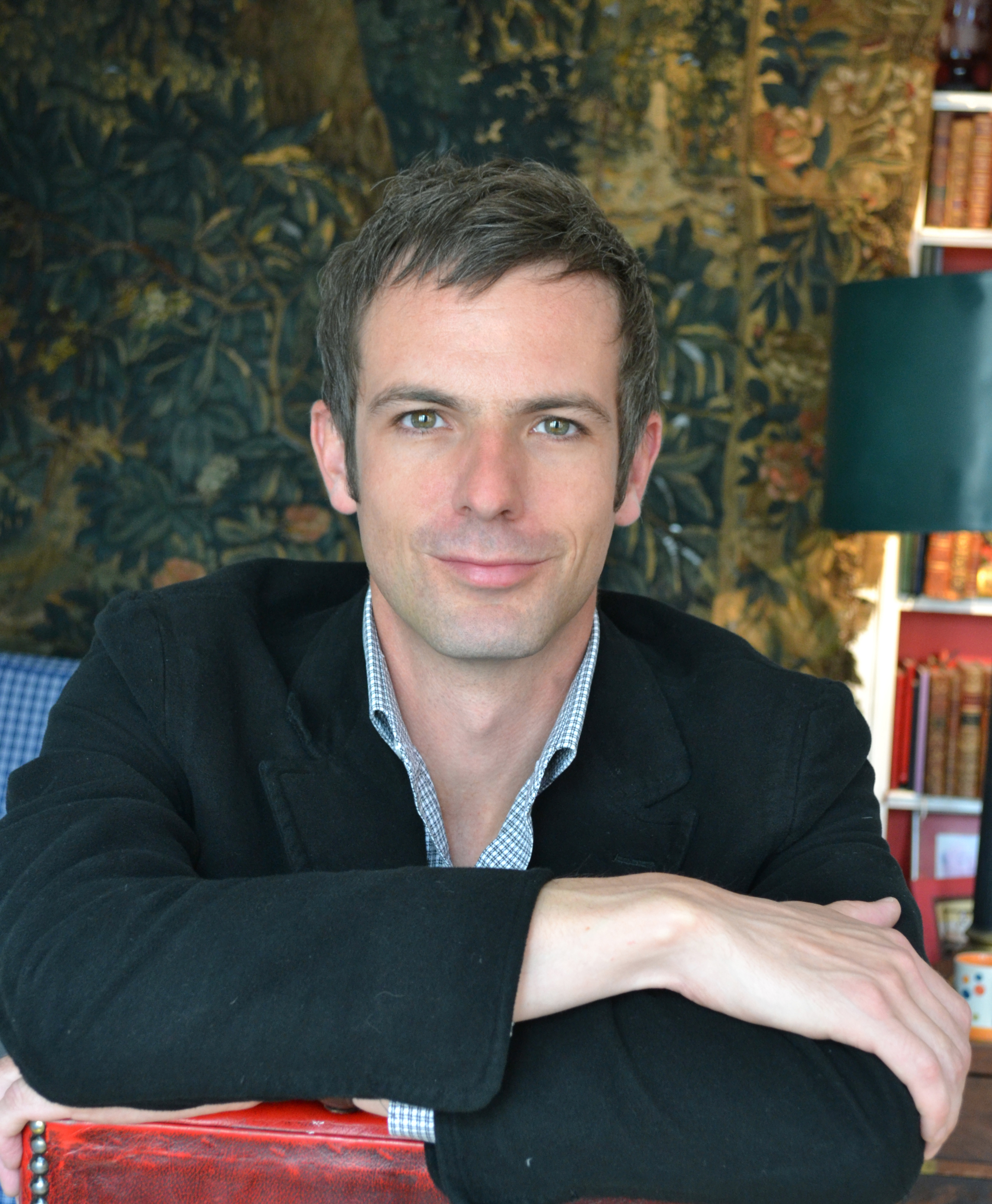
Henry FitzRoy, 12. Duke of Grafton, 2013

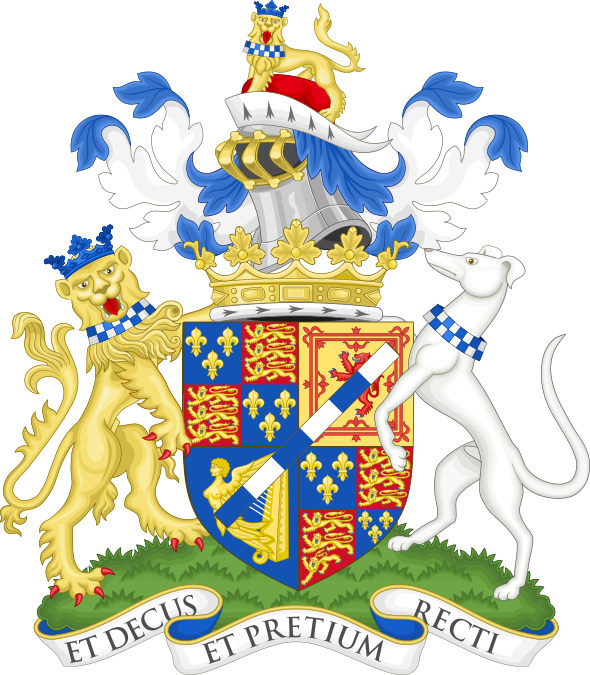
Wappen des Henry FitzRoy, 12. Duke of Grafton

Henry Oliver Charles FitzRoy, 12. Duke of Grafton (* 6. April 1978), auch bekannt unter dem Kurznamen Harry Grafton, ist ein britischer Peer und Musikveranstalter.

## Leben
Er ist der Sohn des James Oliver Charles FitzRoy, Earl of Euston (1947–2009) und seiner Frau Lady Clare Amabel Margaret Kerr, einer Tochter des Peter Kerr, 12. Marquess of Lothian. Sein Vater war der älteste Sohn und Erbe des Hugh FitzRoy, 11. Duke of Grafton (1919–2011). Als Heir apparent seines Vaters führte er seit Geburt den Höflichkeitstitel Viscount Ipswich. Nach dem Tod seines Vaters, 2009, hätte er als Heir apparent seines Großvaters auch den Höflichkeitstitel Earl of Euston führen dürfen, tat es aber nicht. Am 7. April 2011 beerbte er seinen Großvater als Duke of Grafton.
Sein Vorfahr Henry FitzRoy, 1. Duke of Grafton (1663–1690), war ein unehelicher Sohn König Karls II. mit Barbara Villiers, 1. Duchess of Cleveland. Er teilt sich den Nachnamen FitzRoy, der „Sohn des Königs“ bedeutet, mit den anderen unehelichen Nachkommen König Karl II. Sein Wappen ist das königliche Wappen Karls II., welches mit einem Bastardfaden belegt ist.
Er besuchte die Harrow School und studierte an der Universität Edinburgh. Im Anschluss absolvierte er ein Postgraduiertenjahr über Nachlassverwaltung am Royal Agricultural College in Cirencester.
Von 2002 bis 2004 arbeitete er in den USA als Musikkaufmann, als Radiomoderator in Nashville, Tennessee, und von 2005 bis 2006 als Merchandise-Koordinator für die Rolling Stones auf der A-Bigger-Bang-Tour.
2007 zog er nach London, kehrte aber nach dem Tod seines Vaters nach Suffolk zurück um bei der Verwaltung der familieneigenen Ländereien „Euston Estate“ zu unterstützen.
Am 14. August 2010 heiratete er in Snowshill, Gloucestershire, Olivia Margaret Sladen. Sie haben drei Kinder:
- Alfred James Charles FitzRoy, Earl of Euston (* 26. Dezember 2012), sein Heir apparent;[2]
- Lady Rosetta Christina Clare FitzRoy (* 20. Juli 2015);
- Lord Rafe FitzRoy (* 16. März 2017).

Er bewohnt den traditionellen Familiensitz der Dukes of Grafton, Euston Hall in Euston in Suffolk, nahe der Stadtgrenze von Thetford in Norfolk.